# موسی‌آباد (سلسله، شرق)
موسی‌آباد یک روستا در ایران است که در دهستان دوآب شهرستان سلسله واقع شده‌است. موسی‌آباد ۵۳ نفر جمعیت دارد.